# جائحة فيروس كورونا في كوريا الشمالية
لم تُسجل حالات مؤكدة من كوفيد-19 في كوريا الشمالية، على الرغم من أن بعض المحللين الأجانب يعتقدون أن الفيروس انتشر في البلاد بحلول مارس 2020. اتخذت حكومة كوريا الشمالية تدابير مكثفة، منها الحجر الصحي وقيود السفر، والتي وصفها موقع نورث 38 التحليلي الأمريكي بأنها ناجحة في احتواء الفيروس.
في يوليو 2020، أبلغت وكالة الأنباء المركزية الكورية الرسمية (كيه سي إن أيه) عن حالة مشتبه بها من كوفيد-19 في كايسونغ، بالقرب من الحدود مع كوريا الجنوبية. حسب وكالة الأنباء المركزية الكورية، أبدى الاختبار نتيجة «غير مؤكدة».

## خلفية
تعد كوريا الشمالية دولة فقيرة ذات نظام رعاية صحية ضعيف وخاضعة لعقوبات، ما يجعلها ضعيفة في حالة تفشي المرض. يتواجد قلق من أن سوء التغذية المنتشر يمكن أن يؤدي إلى تفاقم انتشار كوفيد-19. قال مسؤول الصحة العامة في كوريا الشمالية باك ميونغ سو إنه إذا انتشر المرض في كوريا الشمالية «فلن يكون بالإمكان تجنب كارثة خطيرة».
تعد كوريا الشمالية دولة معزولة دبلوماسيًا واقتصاديًا، تقع على حدود الصين، حيث نقطة انطلاق الوباء، إذ تعد الصين أقرب حليف لكوريا الشمالية، وأهم شريك تجاري لها، ومصدر للسياح.
تعتبر حكومة كوريا الشمالية سرية وتسيطر على وسائل الإعلام بشدة، ما يجعل من الصعب على المراقبين الخارجيين تحديد ما يحدث بالفعل في البلاد.
تاريخيًا، فرضت كوريا الشمالية قيودًا على السفر لمواجهة الأوبئة القادمة من الخارج، على سبيل المثال خلال وباء إيبولا 2014. علاوة على ذلك، حققت البلاد نجاحًا في القضاء على الأمراض في الماضي؛ إذ أبلغت أنها قضت على الحصبة في عام 2018. تعد حكومة كوريا الشمالية استبدادية للغاية وتفرض سيطرة صارمة على البلاد ومجتمعها، وتوقع الخبراء أن ذلك سيساعد في تعزيز تدابير السيطرة على المرض مثل التباعد الاجتماعي. يوجد في كوريا الشمالية أيضًا العديد من الأطباء بالنظر لنصيب الفرد من الناتج المحلي الإجمالي، على الرغم من أنهم أقل مهارة وتجهيزًا من نظرائهم في العالم الغربي وفي كوريا الجنوبية، وتتمتع البلاد بمستوى عالٍ من النظافة العامة.
تقول بعض المصادر الكورية الجنوبية إن الوباء يؤثر تأثيرًا متزايدًا على البلاد. من المرجح أن الفيروس وصل إلى كوريا الشمالية من الصين، منشأ الفيروس، أكثر من كوريا الجنوبية. ذلك أن القيود على الحدود بين الصين وكوريا الشمالية أخف من تلك المفروضة على الحدود العسكرية بين كوريا الشمالية والجنوبية. مع ذلك، فإن أعداد حالات كوفيد-19 المشتبه فيها في المقاطعتين الصينيتين (لياونينغ وجيلين) المتاخمتين لكوريا الشمالية كانت منخفضة.
نجحت كوريا الشمالية في منع دخول السارس في عام 2003، وقيدت السفر الدولي في عام 2014 استجابة لوباء فيروس إيبولا في غرب إفريقيا.

## الخط الزمني

### يناير- مارس 2020
اعتبارًا من 23 يناير، حظرت كوريا الشمالية دخول السياح الأجانب وتوقفت جميع الرحلات الجوية القادمة من خارج البلاد. بدأت السلطات أيضًا بوضع العديد من الحالات المشتبه فيها، منها تلك التي ظهرت فيها أعراض طفيفة مثل الأنفلونزا، في الحجر الصحي لمدة أسبوعين في سينويجو. في 30 يناير، أعلنت وكالة الأنباء الكورية الشمالية (كي سي إن آيه) «حالة الطوارئ» وأبلغت عن إنشاء مقرات لمكافحة الوباء في جميع أنحاء البلاد.
في 2 فبراير، أفادت وكالة الأنباء المركزية الكورية أن جميع الأشخاص الذين دخلوا البلاد بعد 13 يناير وُضعوا تحت «المراقبة الطبية». ذكرت وكالة الإعلام الكورية الجنوبية ديلي إن كيه أن خمسة مرضى يشتبه في إصابتهم بكوفيد-19 في سينويجو على الحدود الصينية قد توفوا في 7 فبراير. في نفس اليوم، ذكرت صحيفة كوريا تايمز إصابة امرأة كورية شمالية تعيش في العاصمة بيونغ يانغ. على الرغم من عدم تأكيد سلطات كوريا الشمالية لهذه المزاعم، نفذت البلاد المزيد من الإجراءات الصارمة لمكافحة انتشار الفيروس. أُغلقت المدارس اعتبارًا من 20 فبراير. في 29 فبراير، دعا كيم جونغ أون إلى اتخاذ تدابير أقوى لمنع انتشار كوفيد-19 إلى كوريا الشمالية.
ذكرت صحيفة ديلي إن كيه، والتي يقع مقرها في كوريا الجنوبية، معلومات من مُخبر داخل جيش كوريا الشمالية في 9 مارس، تفيد بأن 180 جنديًا قد لقوا حتفهم في يناير وفبراير في حين وُضع نحو 3700 جندي تحت الحجر الصحي. في 14 مارس 2020، أبلغت وسائل الإعلام الرسمية في كوريا الشمالية عن عدم وجود حالات مؤكدة على أراضيها. أمر كيم جونغ أون ببناء مستشفيات جديدة في البلاد في 18 مارس. أبلغت وسائل الإعلام الرسمية في كوريا الشمالية أيضًا عن بدء إنشاء مستشفى جديد في اليوم السابق يوم الثلاثاء 17 مارس. ورد أن كيم جونغ أون قال لصحيفة تابعة لحزب العمال الكوري الحاكم إن بناء مستشفيات جديدة جارٍ من أجل التحسين العام لنظام الرعاية الصحية في البلاد دون ذكر كوفيد-19.
في 20 مارس، أبلغت وسائل الإعلام الكورية الشمالية عن تخريج أكثر من 2590 شخصًا، باستثناء ثلاثة أجانب، من الحجر الصحي في مقاطعتي بيونغان الشمالية وبيونغان الجنوبية.

### أبريل- يونيو 2020
في 1 أبريل، صرح مسؤول الصحة العامة الكوري الشمالي باك ميونغ سو أن كوريا الشمالية لم تسجل أي حالات إصابة بالفيروس. في 23 أبريل، أفادت التقارير أن الدولة أجرت 740 اختبارًا لفيروس كورونا، وأبدت جميعها نتائج سلبية. في اليوم نفسه، ذكرت صحيفة ديلي إن كيه أن مواطنًا هاربًا من كوريا الشمالية أصيب برصاصة أثناء محاولته عبور نهر تومين إلى الصين، وثبتت إصابته بالفيروس.
من منتصف إلى أواخر أبريل، أُزيلت بعض القيود المفروضة على الأجانب السياح في بيونغ يانغ، وأعيد فتح ميناء نامبو أمام سفن الحاويات، وعُقدت الدورة الرابعة عشرة لمجلس الشعب الأعلى بوجود مئات المندوبين دون ارتداء أقنعة الوجه.
في أواخر مايو، صرح سفير المملكة المتحدة في كوريا الشمالية كولين كروكس أن السفارة البريطانية في بيونغ يانغ مغلقة مؤقتًا اعتبارًا من 27 مايو وأن جميع الموظفين الدبلوماسيين غادروا البلاد في ذلك الوقت. وفقًا لبيان صادر عن وزارة الخارجية البريطانية، أُغلقت السفارة بسبب القيود المفروضة على الدخول إلى البلاد، والتي صعّبت تغيير الموظفين واستمرار عمل السفارة.
في 19 يونيو، أرسلت وزارة الصحة العامة تحديثًا لمنظمة الصحة العالمية (دبليو إتش أو) يؤكد أن جميع المؤسسات التعليمية في البلاد باتت مفتوحة.

### يوليو -أغسطس 2020
في الأول من يوليو، ذكر مسؤول في منظمة الصحة العالمية أن حظر التجمعات العامة بقي قائمًا وفُرض على الناس ارتداء الأقنعة في الأماكن العامة. نشرت وكالة الأنباء المركزية الكورية وصحيفة رودونغ سينمون صورًا من اجتماع في 2 يوليو بين كيم جونغ أون وعشرات المسؤولين، لم يظهر أي منهم مرتديًا قناعًا للوجه. وفقًا للدكتور إدوين سلفادور، ممثل منظمة الصحة العالمية في كوريا الشمالية، أجري اختبار كوفيد-19 لـ 922 شخصًا في البلاد وأبدت جميعها نتائج سلبية.
في 25 يوليو، حضر كيم جونغ أون اجتماعًا طارئًا بعد الإبلاغ عن الاشتباه بحالة كوفيد-19 في مدينة كايسونغ. أعلن كيم حالة الطوارئ وفرض إغلاقًا على المدينة. أبلغ أن الحالة المشتبه بها كانت لدى فرد هرب إلى كوريا الجنوبية قبل ثلاث سنوات، ثم عاد إلى كوريا الشمالية. وفقًا لمسؤول مهم في الصحة العامة في كوريا الجنوبية، لم يُسجل ذلك الشخص كمريض كوفيد-19 ولم يُصنف كمخالط لمرضى آخرين. كانت نتيجة اختبار شخصين من المخالطين الوثيقين للهارب في كوريا الجنوبية سلبية للفيروس.
في 5 أغسطس، قال إدوين سلفادور إن الهارب العائد اختُبر ولكن النتيجة كانت «غير حاسمة». في 14 أغسطس، رفع كيم جونغ أون الإغلاق الذي امتد ثلاثة أسابيع عن كايسونغ والمناطق المحيطة بها.